# 후루야 미노루
후루야 미노루(古谷 実, 1972년 3월 28일 ~ )는 일본의 만화가이다. 사이타마현 우라와 시(현 사이타마시) 출신이며, 1993년 《이나중 탁구부》로 데뷔했다. 같은 작품으로 1996년 제20회 고단샤 만화상 일반 부문 상을 수상했다.

## 작품 목록
- 이나중 탁구부 (1993년 ~ 1996년)
- 크레이지 군단 (1997년 ~ 1998년)
- 그린힐 (1999년 ~ 2000년)
- 두더지 (2001년 ~ 2002년) 2012년 영화화
- 시가테라 (2003년 ~ 2005년)
- 낮비 (2008년 ~ 2010년)
- 심해어 (2006년 ~ 2007년)
- 얼토당토